# Brühl (Leipzig)
Pour les articles homonymes, voir Brühl.
Le Brühl (prononcé : [bʁyːl] ) est une rue du centre de Leipzig, en Allemagne.

## Situation et accès
Elle est située juste à l'intérieur des anciens remparts de la ville. Jusque dans les années 1930, c'était le centre international de la traite des fourrures.

### Voies rencontrées
Le Brühl rencontre les voies suivantes vers l'ouest (« g » indique que la rue se situe à gauche, « d » à droite) :
1. Ritterstraße
2. Nikolaistraße
3. Hallesches Tor (d)
4. Reichsstraße (g)
5. Katharinenstraße (g)
6. Hainstraße (g)

### Transports publics
Le Brühl est accessible par les transports publics via les arrêts de tramway du Tröndlinring au nord-ouest (arrêt « Goerdelerring ») et de Willy-Brandt-Platz au nord-est (arrêt « Hauptbahnhof »); derrière elle se trouve la gare centrale de Leipzig, qui dessert des destinations dans toute l'Allemagne.

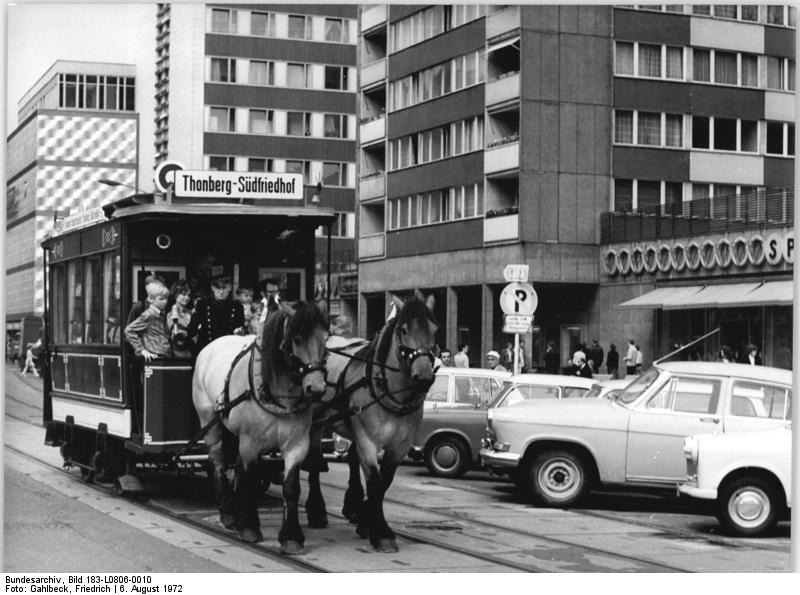
Tramway hippomobile nostalgique en Brühl (1972)

En 1882, le tramway hippomobile de Leipzig a tracé la « ligne de tramway Lindenau » qui traverse tout Brühl. À partir de 1897, le tracé fut électrifié par la société qui lui succéda, le « Grand Tramway de Leipzig ». L'itinéraire a existé jusqu'en 1964.

### Transport
Le Brühl est accessible en voiture via la Goethestrasse, la vitesse maximale est de 20 km/h. Un nombre limité de places de stationnement payantes de courte durée sont disponibles dans la zone de stationnement réglementée et dans les parkings à plusieurs étages. Dans la partie ouest de la rue, le Brühl est une zone piétonne.

## Origine du nom
Le terme Brühl faisait initialement référence à un terrain marécageux (Bruel = marais).

## Historique

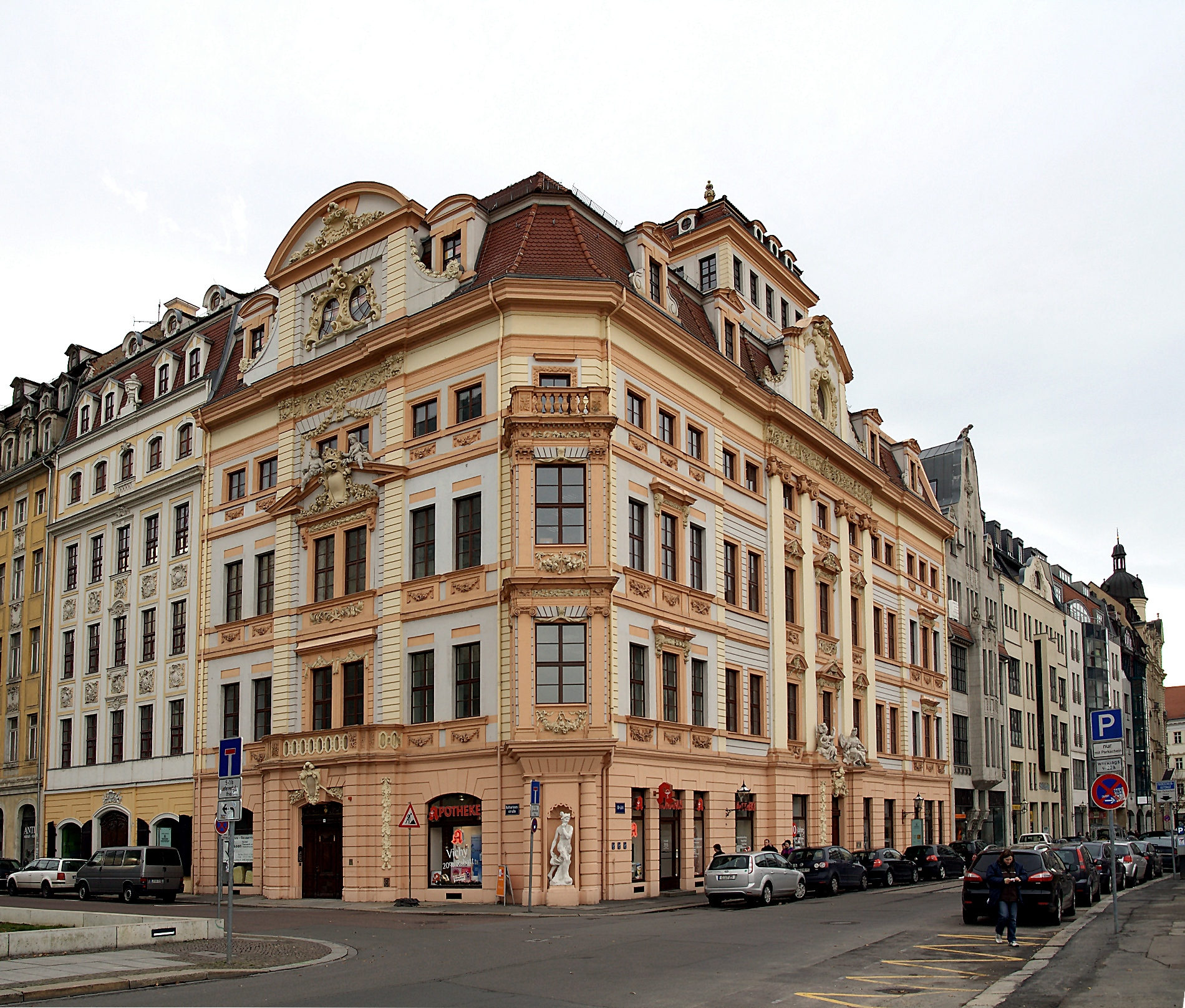
Maison Romanus

Le nom de Brühl apparaît pour la première fois dans les sources de Leipzig en 1420. En raison des inondations de la Parthe, la zone située au nord de l'actuelle Brühl a été fréquemment inondée. La zone n'a été asséchée qu'aux XIIIe siècle et XIVe siècle.
Depuis le Moyen Âge, le Brühl faisait partie de la Via Regia venant de Mersebourg et menant plus loin jusqu'à Meissen.
Au coin de Brühl et de Katharinenstraße se trouve la maison Romanus, construite pour le maire de Leipzig entre 1701 et 1704, et l'un des plus beaux bâtiments baroques de la ville.
À la fin du XXVIIIe siècle et au début du XIXe siècle, le Brühl faisait partie du quartier juif de la ville. Une synagogue fut créée en 1763 et les Juifs visitant la Foire annuelle de Leipzig logeaient dans le Brühl et dans les rues environnantes,.

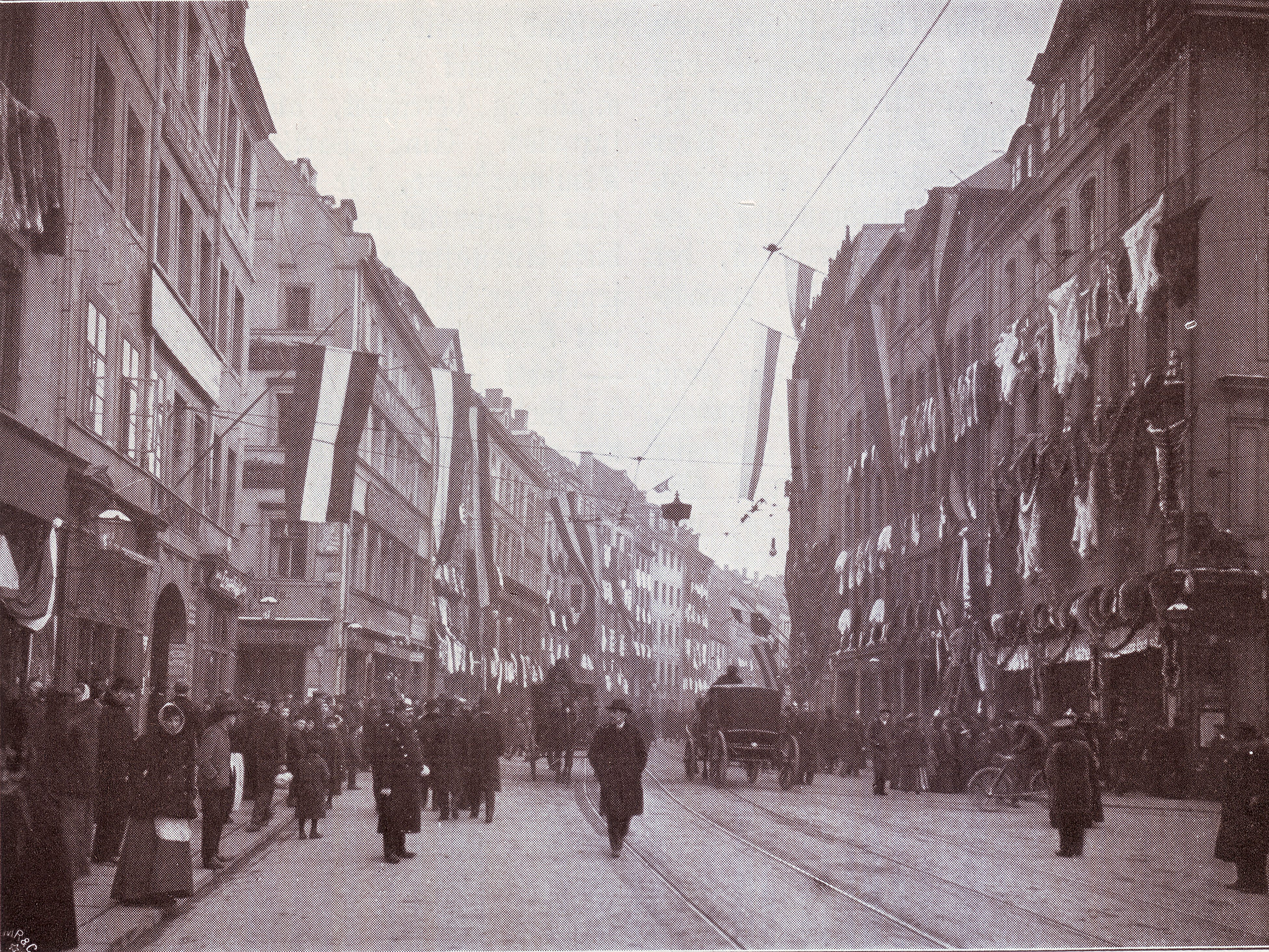
Le Brühl en 1905 lors de la foire aux fourrures, les maisons décorées d'ours et autres peaux

Le Brühl a conservé des liens avec les juifs jusqu'au XXe siècle. La rue était un centre du commerce mondial des fourrures. Chaim Eitingon, le « roi du commerce des fourrures » d'origine russe, y a ouvert une succursale en 1893 et, dans les années 1920, la rue représentait un tiers du commerce mondial des fourrures.
Seuls 4,2 % des Leipzigois dans leur ensemble travaillaient dans l’industrie de la fourrure, contre 8,7 % des Leipzigois juifs. Le Brühl était un emblème de l'activité économique juive à Leipzig et de la ville dans son ensemble.
En 1938, sous le gouvernement nazi, « tout le quartier de Brühl changea de mains, car les entreprises de fourrures – le summum du commerce juif de la ville, avec les grands magasins – furent volées à leurs propriétaires ».
Aujourd'hui, la rue contient quelques bâtiments du XIXe siècle et du début du XXe siècle, la plupart des bâtiments restants datant du troisième quart du XXe siècle. Un bâtiment moderne remarquable est le Museum der bildenden Künste (Musée des Beaux-Arts de Leipzig) dans le Quartier du Musée Leipzig.

## Bâtiments remarquables et lieux de mémoire

### Maison natale de Wagner

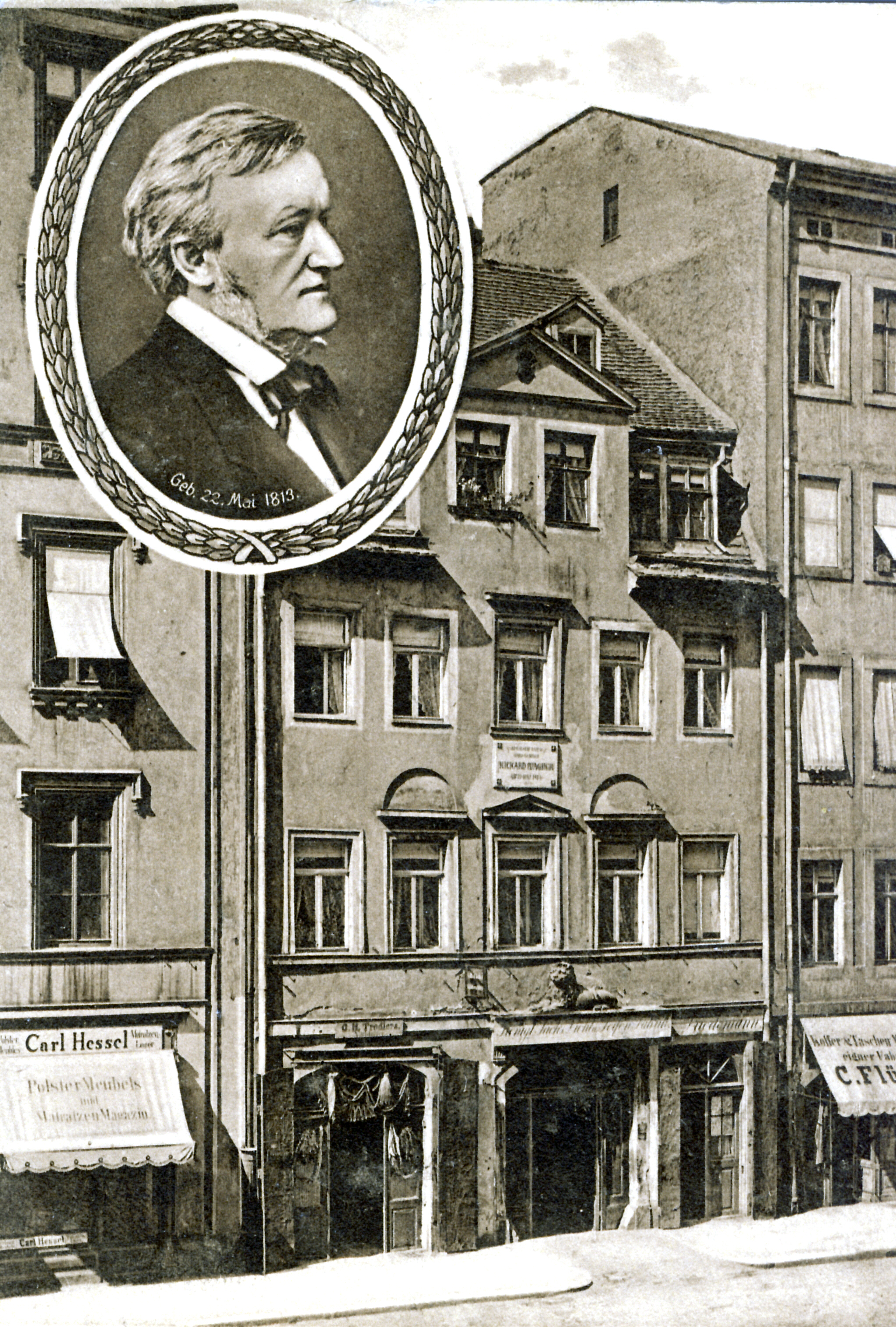
Maison natale de Richard Wagner à Brühl en 1885.

C'est à Brühl, en 1813, que naît le compositeur Richard Wagner au no. 3, la « Maison des Lions Rouges et Blancs ». Ironiquement, le disciple de Wagner, Theodor Uhlig , dans un essai de 1850 sur lequel Wagner s'appuiera plus tard pour son propre essai Das Judenthum in der Musik, condamne la musique de Meyerbeer en la liant aux quartiers juifs de Leipzig et de Dresde: « Si cela est dramatique le chant, puis Gluck, Mozart, Cherubini et Spontini effectuèrent leurs études au Neumarkt de Dresde ou au Brühl de Leipzig.
La maison natale de Wagner a été démolie en 1886, trois ans après sa mort, et le site a ensuite été occupé par un grand magasin de sept étages, construit en 1908. L'apparence du grand magasin a radicalement changé en 1968 lorsqu'il a été recouvert d'un motif paraboloïde. façade en aluminium, conçue par Harry Müller. La surface métallique frappante a valu à ce bâtiment le surnom de Blechbüchse (« boîte de conserve »).
Ce bâtiment, devenu désaffecté au XXIe siècle ainsi qu'un certain nombre de Plattenbauten résidentiels attenants, ont été remplacés par un centre commercial appelé "Höfe am Brühl", ouvert en 2015. Une partie de la façade du grand magasin de 1968 a été conservée et le la nouvelle construction contient un mémorial au compositeur sur le site de sa ville natale.
Une rue parallèle au Brühl s'appelle désormais Richard-Wagner-Straße et la place à l'extrémité ouest du Brühl s'appelle Richard-Wagner-Platz.

## Sources
- Robert Allen Willingham II, Jews in Leipzig:Nationality and Community in the 20th Century, PhD dissertation, University of Texas, récupérée le 19 avril 2020